# Comando de Caça aos Comunistas
Comando de Caça aos Comunistas (CCC) foi uma organização paramilitar anticomunista brasileira de extrema-direita, atuante, sobretudo, nos anos 1960, iniciada pelos estudantes da Faculdade de Direito da Universidade de São Paulo, sendo composta por esse, além de estudantes da Universidade Presbiteriana Mackenzie, policiais e intelectuais favoráveis a ditadura militar no Brasil então vigente. Fundado pelo policial civil e estudante de Direito Raul Nogueira de Lima, que se tornaria um torturador no DOPS conhecido como "Raul Careca", era chefiado pelo advogado João Marcos Monteiro Flaquer e recebia treinamento do Exército Brasileiro.

## Origem e atuação
O CCC surgiu em 1963, em plena Guerra Fria, quando era difundido, sobretudo na classe média, o medo do comunismo e do avanço da esquerda no Brasil. Estima-se que, só no Estado de São Paulo, o Comando de Caça aos Comunistas contasse com mais de 5 mil integrantes. Entre eles, muitos eram estudantes universitários da Universidade Mackenzie e da Faculdade de Direito do Largo São Francisco. Mas havia também policiais. Muitos dos seus membros agiam como delatores. Recebiam treinamento militar e frequentemente andavam armados. [carece de fontes?]
Segundo relatos, em 1964, logo após o golpe militar, os integrantes do CCC invadiram  e destruíram a Rádio MEC, no Rio de Janeiro. Foi a primeira ação "oficial" do Comando, na defesa do novo regime. De acordo com a professora Maria Yedda Leite Linhares, os invasores literalmente destruíram os estúdios da rádio. Além do CCC, havia pelo menos outros três grupos de extrema-direita reconhecidos publicamente: a Associação Anticomunista Brasileira (AAB), a Frente Anticomunista (FAC) e o Movimento Anticomunista (MAC). Todavia,  o CCC liderava as manifestações anticomunistas no Brasil, fazendo denúncias e atacando diretamente pessoas e entidades da oposição ao governo militar.
Segundo o almanaque do jornal Folha de S. Paulo, o CCC foi responsável pelos seguintes eventos:
- Invasão do Teatro Ruth Escobar, em São Paulo, onde espancaram o elenco do espetáculo Roda Viva (em 18 de julho de 1968)
- Atentado à bomba no Teatro Opinião, no Rio de Janeiro (em 2 de dezembro de 1968)
- Sequestro, tortura e assassinato do padre Antônio Henrique Pereira Neto, auxiliar de D. Helder Câmara, em Recife (em 26 de maio de 1969)

Mas a maior ação com envolvimento do Comando de Caça aos Comunistas ocorreu na cidade de São Paulo e ficou conhecida como a "batalha da Maria Antônia" ou "guerra da Maria Antônia". Violentos confrontos ocorreram entre 2 e 3 de outubro de 1968, quando alunos da Faculdade de Filosofia da USP (considerada como um reduto da esquerda política) e da Universidade Presbiteriana Mackenzie (tida como reduto da direita) travaram uma verdadeira batalha campal na rua Maria Antônia, em São Paulo. No dia 3 de outubro, o prédio da Faculdade de Filosofia da USP foi incendiado, e um jovem secundarista, José Carlos Guimarães, de 20 anos, morreu, atingido por uma bala na cabeça. Três outros estudantes foram baleados e houve dezenas de feridos, alguns gravemente queimados com ácido sulfúrico. À noite, o teto do prédio da Faculdade de Filosofia desabou.
Segundo a extinta revista O Cruzeiro, estiveram presentes no conflito da rua Maria Antônia: Boris Casoy (locutor da Rádio Eldorado), João Marcos Monteiro Flaquer, João Parisi Filho, e "Raul Careca". De acordo com a mesma reportagem de 9 de novembro de 1968, participaram do ataque ao elenco do Roda Viva: João Marcos Monteiro Flaquer, Cássio Scatena e "Raul Careca". Em 2010, o próprio autor da reportagem na revista Cruzeiro, Pedro Medeiros, esclareceu que os diversos nomes que ele relacionara como integrantes do CCC foram publicados sem confirmação. Ao entrevistar integrante do grupo em 1968, o repórter se apropriou da agenda de telefones do entrevistado e os nomes que apareciam na agenda acabaram sendo publicados como sendo membros do grupo, entre eles Boris Casoy.
Em 11 de outubro de 1978, o industrial Cássio Scatena, ex-CCC, assassinou um operário na porta da Metalúrgica Alfa em São Paulo. A fábrica faz greve em protesto. Em 7 de novembro de 1986 Scatena foi a júri e condenado a treze anos de reclusão. Em 25 de novembro de 1987 o Tribunal de Justiça do Estado de São Paulo anulou o julgamento.
Segundo o Grupo Tortura Nunca Mais, o estudante do Colégio Marina Cintra, José Carlos Guimarães, morto durante a Batalha da Maria Antônia, em 1968, foi assassinado pelo policial Raul Careca, do Departamento de Ordem Política e Social. Também de acordo com o Grupo Tortura Nunca Mais, o Padre Antônio Henrique Pereira Neto foi assassinado pelo CCC. O padre Henrique, da Arquidiocese de Olinda e Recife de 28 anos, desenvolvia atividades junto ao Arcebispo Dom Helder Câmara, que o tratava como um filho. Depois que celebrou uma missa em memória do estudante Edson Luiz de Lima Souto, morto pela polícia durante uma manifestação de rua no Rio de Janeiro, o Padre Antônio Henrique passou a receber constantes ameaças de morte por parte do CCC. No dia 26 de maio, o padre foi sequestrado. Seu corpo foi encontrado, no dia seguinte, em um matagal na Cidade Universitária de Recife, pendurado de cabeça para baixo, em uma árvore, com marcas evidentes de tortura: espancamento, queimaduras de cigarro, cortes de facão na barriga e no pescoço e três tiros na cabeça.
No inquérito aberto no Tribunal de Justiça de Pernambuco, foram acusados, pelo sequestro, tortura e morte do padre Henrique, Rogério Matos do Nascimento, delegado Bartolomeu Gibson, investigador de polícia Cícero Albuquerque, tenente José Ferreira dos Anjos, da Polícia Militar, Pedro Jorge Bezerra Leite, José Caldas Tavares e Michel Maurice Och. Testemunhas  acusaram as mesmas pessoas, não só por este assassinato, mas também, pelo metralhamento que deixou paralítico, em 1969, o líder estudantil recifense, Cândido Pinto de Melo. O autor dos disparos teria sido o tenente José Ferreira dos Anjos, campeão de tiro que atuava no serviço secreto da polícia militar e único pernambucano enviado no grupo de 18 policiais enviados para aperfeiçoamento na Academia Internacional de Polícia nos Estados Unidos - após um mês nos EUA o governos norte-americano pediu que fosse devolvido ao Brasil por causa do mau comportamento. Segundo o Desembargador Agamenon Duarte de Lima, do Tribunal de Justiça de Pernambuco, "há provas da participação do CCC no assassinato do Padre Henrique." O inquérito foi arquivado.

## O conflito da rua Maria Antônia

Batalha da Maria Antônia

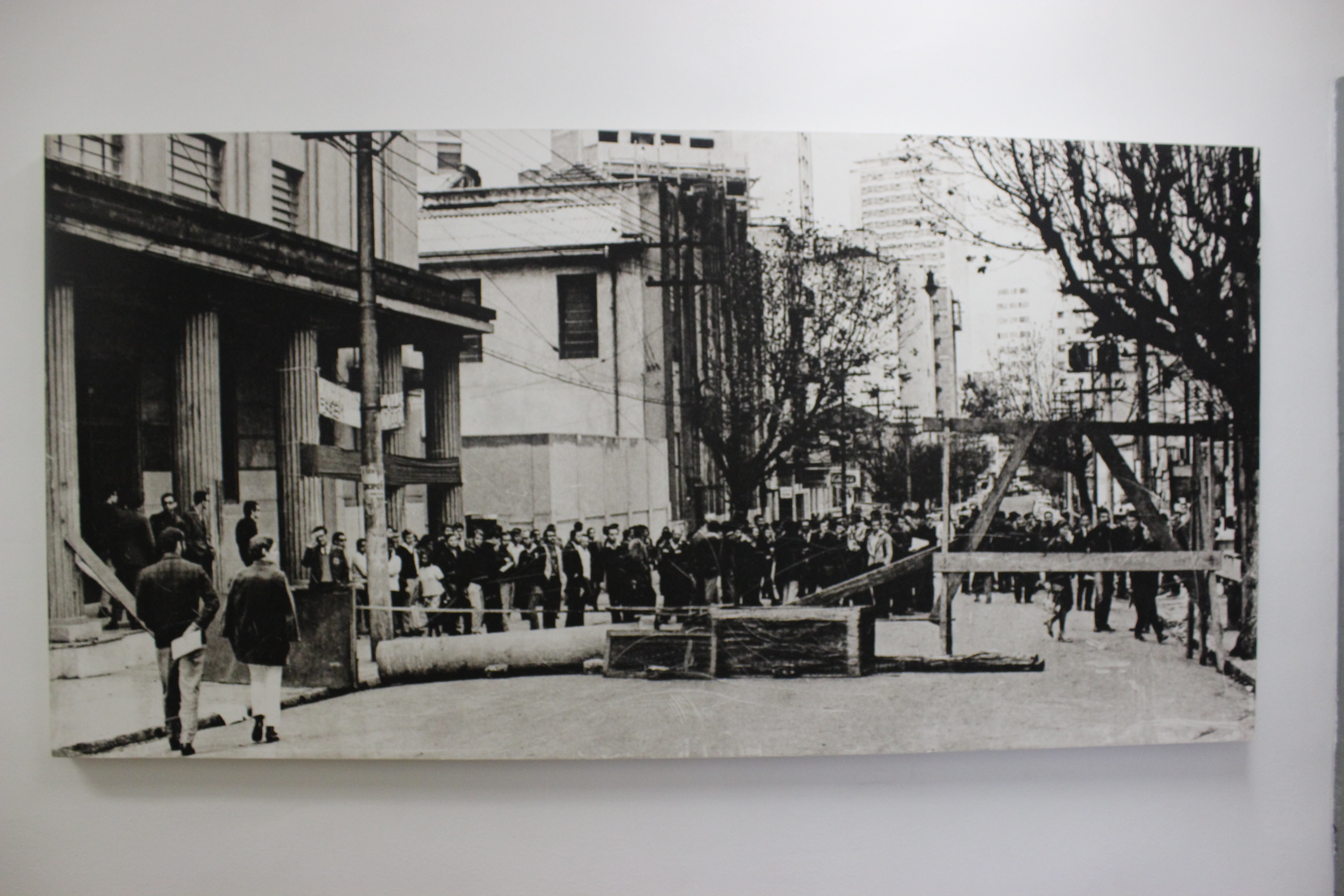
Centro Universitário Maria Antônia da Universidade de São Paulo

O CCC esteve envolvido nos eventos que levaram à conhecida "Batalha da Maria Antônia", em 1968, entre alguns estudantes da Universidade Mackenzie e os da Faculdade de Filosofia, Ciências e Letras da Universidade de São Paulo. Houve a morte de um estudante secundarista, José Guimarães, vítima de uma bala perdida cujo som confundiu-se com o dos rojões disparados de parte a parte.
Segundo relatado pela Fundação Perseu Abramo e publicado pelo jornal Folha de S. Paulo em 28 de novembro de 1977, "(...) As sedes dos DA de Filosofia e Letras, DA Leão XIII, CA de Ciências Sociais e Serviço Social, CA 22 de agosto e do DCE -Diretório Central dos Estudantes- foram depredadas. Portas que estavam fechadas apenas com o trinco foram arrombadas a pontapés. As gavetas foram arrancadas fora das mesas e seu conteúdo jogado no chão. Em vários restos de portas ficaram bem nítidas as marcas dos pontapés. Em diversas salas foi pichada a sigla CCC (Comando de Caça aos Comunistas), organização que, como a AAB (Aliança Anticomunista Brasileira), se opusera à ideologia comunista. Uma lista enorme de bens das entidades foi levada pela polícia. A biblioteca também foi inteiramente invadida e seus ocupantes expulsos aos gritos e ameaças de cassetetes. Os policiais jogaram vários livros no chão. Entraram com violência e, usando palavras de baixo calão, nas salas de aula, prendendo todos os seus ocupantes, e muitas vezes espancando-os..."
Segundo reportagem da revista Veja, de 9 de outubro de 1968, "(...) paus e pedras, bombas Molotov, rojões, vidros cheios de ácido sulfúrico que ao estourar queimavam a pele e a carne, tiros de revólver e muitos palavrões voaram durante quatro horas pelos poucos metros que separam as calçadas da Universidade Mackenzie e da Faculdade de Filosofia, Ciências e Letras da Universidade de São Paulo. Exatamente às 10 e meia da manhã do dia 2, quarta-feira, começou a briga entre as duas escolas. Porque alguns alunos do Mackenzie atiraram ovos em estudantes que cobravam pedágio na Rua Maria Antônia a fim de recolher dinheiro para o Congresso da UNE e outros movimentos antigovernistas da ação estudantil, a rua em que vivem as duas escolas rapidamente se esvaziou. Formaram-se grupos dos dois lados, dentro do Mackenzie, onde estudam alguns membros do Comando de Caça aos Comunistas (CCC), Frente Anticomunista (FAC) e Movimento Anticomunista (MAC); dentro da Faculdade de Filosofia da USP, onde fica a sede da União Estadual dos Estudantes. As duas frentes agrediram-se entre discursos inflamados e pausas esparsas. Ao meio-dia a intensidade da batalha aumentou, porque chegaram os alunos dos cursos da tarde. O Mackenzie mantinha uma vantagem tática - os seus prédios ficam em terreno mais elevado e são cercados por um muro alto. A Faculdade da USP está junto à calçada, com sua entrada principal ladeada por colunas de estilo grego e duas portas laterais. A fachada não tem mais que 20 metros. Seu único trunfo: uma saída na Rua Dr. Vila Nova, perpendicular à Maria Antônia, bem defronte à Faculdade de Economia, também da USP. Nessa quarta-feira, uma enfermaria improvisada no banheiro da USP atendeu a seis feridos. Dois alunos do Mackenzie também se machucaram. Na rua, os estudantes da USP apupavam os do Mackenzie: "Nazistas, gorilas!" E os mackenzistas revidavam: "Guerrilheiros fajutos!" Às 2 da tarde a reitora do Mackenzie, Esther de Figueiredo Ferraz, pediu uma tropa de choque - 30 guardas-civis - para "proteger o patrimônio da escola". Quando a polícia chegou, os estudantes se dispersaram. Houve uma trégua..."

## Nomes ligados ao CCC
Em 1968, uma reportagem de Pedro Medeiros (falecido em 1999) publicada na extinta revista O Cruzeiro revelou os nomes dos integrantes do Comando de Caça aos Comunistas. Porém, segundo matéria publicada no site Consultor Jurídico em 2010, o próprio autor da reportagem na revista O Cruzeiro reconhece que a lista dos supostos integrantes do CCC seria resultado de uma ilação do autor, a partir dos nomes constantes da agenda de telefones de um integrante do grupo.

#### João Marcos Monteiro Flaquer
- Chefiou o Comando de Caça aos Comunistas (CCC) nos anos 1960. Personagem da história recente do Brasil, em 1964 ajudou a fundar o Comando de Caça aos Comunistas, o CCC, grupo que combatia violentamente o movimento de esquerda no país. Na época, João Marcos Monteiro Flaquer, com 25 anos, era estudante da Faculdade de Direito do Largo São Francisco. Em julho de 1968, acompanhado de militares de extrema-direita, comandou a invasão do Teatro Ruth Escobar durante uma exibição da peça Roda Viva, escrita por Chico Buarque e dirigida por José Celso Martinez Corrêa.[24] Os invasores invadiram os camarins à caça do elenco, que incluía Rodrigo Santiago e Marília Pêra. Aproveitaram para espatifar cadeiras, cenário e equipamentos. Ruth Escobar, produtora da peça, não presenciou a pancadaria. No dia 17 de julho de 1993, João Marcos Monteiro Flaquer revelou à Folha de S. Paulo que planejou e liderou o ataque.[3] Entre 1969 e 1971, João Marcos Monteiro Flaquer foi oficial-de-gabinete do então ministro da Justiça, Alfredo Buzaid. Morreu no dia 24 de abril de 1999[12] em Monte Verde (MG).

#### Raul Nogueira de Lima(Raul Careca)
- Ex-funcionário do DOPS e do DOI-CODI.[25] Esteve no ataque ao espetáculo Roda Viva e à USP. A posição que escolheu para dirigir um dos grupos foi o telhado. Ex-investigador subordinado a José Paulo Bonchristiano (delegado do Departamento de Ordem Política e Social).[26] Segundo o Grupo Tortura Nunca Mais,[17] o estudante do Colégio Marina Cintra, José Carlos Guimarães, morto durante a Batalha da Maria Antônia, em 1968, foi assassinado pelo policial Raul Careca, do Departamento de Ordem Política e Social. No dia 28 de janeiro de 1969, policiais do DOPS, chefiados por Raul Nogueira de Lima, invadiram a casa de Marco Antônio Brás de Carvalho, dirigente da Ação Libertadora Nacional e o assassinaram com vários tiros, desfechados à queima-roupa pelas costas.

#### Cássio Scatena
- Foi um dos quatro alunos da Faculdade de Direito da Universidade de São Paulo que agrediram os artistas do Roda Viva. No dia 11 de outubro de 1978,[15][27] o advogado Cássio Scatena, ex-CCC, assassinou o operário Nélson Pereira de Jesus, na porta da Metalúrgica Alfa, em São Paulo, por reclamação salarial. A fábrica fez greve em protesto. No dia 7 de novembro de 1986, Cássio Scatena foi a júri, tendo sido condenado a 13 anos de prisão. Em 25 de novembro de 1987, o Tribunal de Justiça de São Paulo anulou o julgamento.[16]

#### João Parisi Filho
- Agia com violência.[28] Integrava o Comando de Caça aos Comunistas (CCC) e atuou no DOI-CODI-SP como colaborador de equipes de busca e de tortura (1970).[29]

#### Otávio Gonçalves Moreira Júnior
- Aluno da Faculdade de Direito da Universidade de São Paulo que viria a ser delegado do Departamento de Ordem Política e Social de São Paulo (DOPS/SP) e posteriormente no Destacamento de Operações de Informações – Centro de Operações de Defesa Interna (DOI-CODI) do II Exército.[30] Teve participação em casos de detenção ilegal, tortura, execução e ocultação de cadáver. Pertenceu ao Comando de Caça aos Comunistas (CCC) e à Tradição, Família e Propriedade (TFP). Recebeu a Medalha do Pacificador (1972). Conhecido como Otavinho e Varejeira. Fuzilado no Rio de Janeiro em fevereiro de 1973.[29]

### Depoimento
Segundo um ex-aluno da Faculdade de Direito da Universidade de São Paulo de 1967 a 1970: 
| “ | Um dia de manhã, em 1968, cheguei atrasado para a primeira aula e aguardei sentado no hall das arcadas, atrás de uma coluna. De repente, no lado oposto, começou um tiroteio. Eram alunos do último ano e alguns recém-formados, todos membros do CCC, que disparavam contra um mural do XI de Agosto que protestava contra a repressão policial e a censura. | ” |